# Jiří Macourek
Jiří Macourek (23. ledna 1815 Koněprusy – po roce 1863 Turín, Itálie) byl český fagotista a hudební skladatel.

## Život a dílo
Studoval na Pražské konzervatoři hru na fagot. Po absolvování konzervatoře byl vojenským kapelníkem v Turíně. Sympatizoval s českým obrozeneckým hnutím a na libreto Václava Klimenta Klicpery složil operu Žižkův dub. O jeho působení a skladatelské činnosti v Itálii není nic známo. Není znám ani rok úmrtí. V roce 1863 byl ještě veden jako vojenský kapelník.